# Wanda Klaff

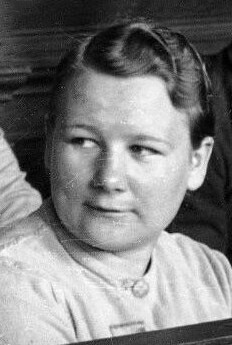
Klaff während des 1. Stutthof-Prozesses in Danzig vom 25. April bis 31. Mai 1946

Wanda Klaff geb. Kalaciński (* 6. März 1922 in Danzig; † 4. Juli 1946 ebenda) war eine deutsche KZ-Aufseherin.

## Leben
Ihr Vater Ludwig Kalaciński war ein Eisenbahnangestellter und nannte sich seit 1941 Kalden. 1938 verließ sie die Schule und arbeitete in einer Marmeladenfabrik. 1942 heiratete sie Willy Klaff und wurde Hausfrau und Straßenbahnschaffnerin.
1944 wurde sie Aufseherin im Nebenlager Praust (Pruszcz Gdański) des KZ Stutthof. Ab Oktober war sie im Nebenlager Russoschin in derselben Funktion tätig. Anfang 1945 floh sie aus dem Lager. Im Juni desselben Jahres wurde sie in der Wohnung ihrer Eltern verhaftet. Wegen Typhus kam sie zunächst ins Gefängniskrankenhaus.
Während des ersten Stutthof-Prozesses in Danzig soll sie angeblich ausgesagt haben: „Ich war sehr klug und gerissen und für die Arbeit im Lager bestens geeignet. Ich schlug jeden Tag mindestens zwei Gefangene.“ Zusammen mit Elisabeth Becker, Gerda Steinhoff, Ewa Paradies und Jenny Wanda Barkmann wurde sie im Juli 1946 auf dem Biskupia Górka öffentlich gehängt.